# Drosophila anomalipes
Drosophila anomalipes är en tvåvingeart som beskrevs av Grimshaw 1901. Drosophila anomalipes ingår i släktet Drosophila och familjen daggflugor.
Artens utbredningsområde är Hawaii.